# Список об'єктів Світової спадщини ЮНЕСКО в Буркіна-Фасо
У списку об'єктів Світової спадщини ЮНЕСКО в Буркіна-Фасо налічується 3 найменування (станом на 2023 рік).
Кольорами у списку позначено:
| № | Зображення | Назва | Місцеположення                               | Час створення          | Час внесення до списку       | №    | Критерії    |
| - | ---------- | --- | -------------------------------------------- | ---------------------- | ---------------------------- | ---- | ----------- |
| 1 |            | Комплекс В-Арлі-Пенджарі (англ. W-Arly-Pendjari Complex) | Буркіна-Фасо (спільно з Беніном та Нігером ) | —                      | 1996 (розширено у 2017 році) | 749  | ix, x       |
| 2 |            | Руїни Лоропені (англ. Ruins of Loropéni) | Буркіна-Фасо                                 | XIV—XIX століття       | 2009                         | 1225 | iii         |
| 3 |            | Стародавні місця чорної металургії в Буркіна-Фасо (англ. Ancient Ferrous Metallurgy Sites of Burkina Faso) * Сайт Тивеґа * Сайт Ямане * Сайт Кіндібо * Сайт Бекуй * Сайт Дурула | Буркіна-Фасо                                 | VIII століття до н. е. | 2019                         | 1602 | iii, iv, vi |